# Шарски сир
Шарски сир је тврди сир који се производи у Гори, Опољу и Штрпцу, који се налази на Шар планини на Косову и Метохији. Прави се од овчијег и крављег млека и обично се додаје салатама и главним јелима, питама, сервира се уз хлеб или једе самостално. Карактеристике сира су његова сланост и чињеница да је ова посластица за било које доба дана и године.

## Историја
Традиција производње шар сира вековима се преноси на генерације. До 1890-их сир је постао популаран; Српски лист Цариградски гласник од 28. јула 1901. пише да је сир преплавио суседна тржишта због жутог масног изгледа и укуса какав није виђен у другим сиревима.
Шар сир се традиционално производио на овчјем млеку. Други разлог зашто се обично користило овчије млеко је тај што краве нису могле да се попну на брдо и дођу до омиљене траве и зачинског биља које шарском сиру дају главне карактеристике. Познато је да је главна биљка која утиче на арому и укус шар сира мирођија, који је веома распрострањен у брдима преко 1.100 m (3.600 ft) надморске висине. Након што су становници Шарског краја почели да користе кравље млеко за производњу сира, почели су да сакупљају биљку мирођије за њену употребу као спољни састојак у процесу производње, са циљем да се сачувају изворне карактеристике сира. Пре неколико векова, у региону је постојао огроман број оваца, до 100.000; данас је овај број пао на 5.000.
Шарски сир је другачији по томе што је регион природно богат јединственим биљем и ароматичним биљем што резултира много богатијим млеком бољег укуса. Иако је сир популаран у чврстом облику, постоји и мека верзија. Било чврст или мекан, сир се деценијама ручно правио у старим дрвеним пастирским колибама или у домовима планинских сељака. Међутим, у последње време компаније су покренуле индустријске производне линије овог производа.

## Производња
Сир се традиционално прави у Гори, Опољу и Штрпцу.
Шарски сир се, по вековним рецептурама, углавном прави од овчијег и крављег млека, а то је врста млека која одређује масноћу сира. Производни процес је током година еволуирао од традиционалног до модернијег начина производње. Ово се десило из два главна разлога, а то су:
- Превенција болести – процес пастеризације[10]
- Индустријска производња комплементарних састојака

У традиционалном начину производње овчје млеко је задржано на првобитној температури и није пастеризовано. Касније је на савременији начин млеко пастеризовано пре употребе за производњу сира. После пастеризације млеко добија дозу квасца која је потребна за процес ферментације. Након ферментације, млеко се сипа у пелену и компримује да би се ослободила течност сурутка која је остала од процеса ферментације. Млеко (или пре-сир) остаје у пелени све док не добије јако и чврсто стање и такође почне да мења боју од беле до светло жуте. Након тога сир се вади и стоји неколико дана на решеткама, на местима са затвореним вратима са ниском температуром. На крају се разбија на комаде (ручно), припрема се слана вода са мирођијом и оба се слажу у пластичне тегле за отпрему. Занимљива чињеница је да чак и врста дрвета која се користи за израду регала утиче на арому и квалитет сира. На пример, једна врста дрвета за коју се зна да је неутрална, не утиче на арому сира и која се највише користи за израду ових регала зове се молика.
Укупна производња шарског сира је око 25 тона годишње који се углавном производи у Драгашком крају од овчијег и крављег млека. Главна карактеристика шар сира је доступност током целе године, квалитет, сланост и једнака заступљеност у свим регионима Косова. Иако се углавном производи у приватним домаћинствима, у протеклој деценији бележи успон индустријских произвођача шар сира. Већина ових предузетника послује у Призрену и околини. Не постоји значајна разлика између традиционалног и индустријског начина производње шарског сира. Индустријска верзија се прави од пастеризованог млека које се затим ферментише. Традиционално припремљен сир се не може јести док добро не упије со и не сазре, док се индустријски произведен сир шаље на тржиште након две недеље и може се одмах јести. Ветерани у индустријској производњи шар сира су ABI и још једна призренска фабрика, Sharri, која се овим послом бави деценију. Шарски сир се углавном продаје широм региона Западног Балкана. Међутим, пошто људи са Косова живе и раде у западној Европи, на пример у Немачкој и Швајцарској, произвођачи сира посећују сајмове хране у овим земљама, надајући се да ће ући на западноевропска тржишта.

## Укуси
Постоје две главне варијанте шарског сира: традиционална (тврда) и мека. Главна разлика између њих је њихово стање, иако сланост и мирис такође могу да варирају. Мека варијанта се тек касније појавила, док се традиционални тип производи на исти начин од почетка и такође је преферирани укус од та два.
Различите врсте сира сличне шарском сиру су бели сир и кипарски халуми.

## Потрошња
Потрошња шар сира је доминантна у Призрену, Урошевцу и Приштини, иако се конзумира и у другим регионима. Подаци показују да се традиционална врста шарског сира купује више од меког, јер потрошачи преферирају тврди шарски сир.
Обично се оригинални шар сир продаје у дрвеним кантама или пластичним кантама у већим количинама, што производ чини специфичним. Цена овчијег шар сира би могла да буде између 5 и 7 евра по килограму, а крављег око 4 евра по килограму. Обично редовни потрошачи купују веће количине у дрвеним и пластичним кантама од 5 до 20 килограма.